# Rachele Bastreghi
Rachele Bastreghi (Siena, 15 luglio 1977) è una cantautrice e polistrumentista italiana, componente del gruppo toscano Baustelle.

## Biografia
Nata a Siena nel 1977 figlia del grande direttore teatrale Mario Bastreghi, a metà anni novanta, quando frequentava il liceo, viene contattata da un gruppo che cercava una cantante e chitarrista.
Entra così a far parte dei Baustelle, di cui facevano parte anche Claudio Brasini, Francesco Bianconi, Mirko Cappelli, Michele Angiolini e Fabrizio Massara. Lascerà però ben presto la chitarra continuando ad essere la voce femminile della band e suonando tastiere, percussioni, clavinet e organo. È anche autrice di alcuni brani.
La band, dopo la registrazione di alcuni brani tra demo e cover, debutta nel 2000 con il primo album, Sussidiario illustrato della giovinezza.
Nel 2003 viene pubblicato il secondo album, La moda del lento. Nello stesso anno, Rachele partecipa con Bianconi ai cori dell'album La verità sul tennis dei Virginiana Miller.
Collabora con i Perturbazione in A luce spenta, brano contenuto nell'album Canzoni allo specchio del 2005.
Gli album successivi dei Baustelle, etichettati Warner, sono La malavita (2005), Amen (2008), I mistici dell'Occidente (2010) e Fantasma (2013).
Nel 2008 ha suonato dal vivo con i La Crus nelle due tappe (a Roma e a Milano) che chiudono la carriera del duo lombardo.
Nel 2011 ha collaborato con Le luci della centrale elettrica in Un campo lungo cinematografico, colonna sonora del film Ruggine, brano contenuto anche in versione live nell'EP C'eravamo abbastanza amati. Partecipa con Vasco Brondi, Manuel Agnelli, Giorgio Canali e Davide Toffolo all'ultima tappa del tour de Le luci della centrale elettrica il 3 settembre al Teatro Romano di Verona. Nel marzo 2012 suona nella tappa di Milano del tour degli Egokid.
Nel 2014 collabora con gli Afterhours riarrangiando e cantando il brano Mi trovo nuovo, contenuto nella riedizione dell'album Hai paura del buio?.
L'11 novembre 2014 appare nel terzo episodio della serie televisiva Questo nostro amore 70 (Rai 1) nel ruolo di Marie. All'interno dell'episodio interpreta il brano originale da lei scritto Mon petit ami du passé.
Lo stesso brano viene pubblicato come singolo il 15 dicembre 2014 ed è il primo estratto di un EP di nome Marie che l'artista realizza come solista e che viene pubblicato da Warner Music Italy il 27 gennaio 2015. L'EP è composto da sette brani, di cui due cover (All'inferno insieme a te di Patty Pravo e Cominciava così degli Equipe 84) e una traccia strumentale.
Ha collaborato con Dell'Era nel brano Non ho più niente da dire presente nell'album Stare bene è pericoloso (2015).
A inizio 2016 firma il testo e la musica del brano Ci rivedremo poi, contenuto nel nuovo album di Patty Pravo Eccomi, pubblicato il 12 febbraio.
Nel 2017 collabora con Mauro Ermanno Giovanardi per il brano Baby Dull, presente nel suo album di cover La mia generazione uscito a settembre.
Nel 2018 partecipa col brano Le cose che pensano a LB/R La Bellezza Riunita un album di rivisitazioni dei brani scritti da Lucio Battisti con Pasquale Panella.
Il 9 aprile 2021 pubblica il nuovo singolo Penelope, con la partecipazione dell'attrice Silvia Calderoni, che anticipa il primo album solista vero e proprio, Psychodonna (Warner), uscito il 30 aprile.

## Discografia

### Da solista
Album
- 2021 – Psychodonna

EP
- 2015 – Marie

Singoli
- 2014 – Mon petit ami du passé
- 2015 – Il ritorno
- 2015 – Senza Essere
- 2021 – Penelope (feat. Silvia Calderoni)
- 2024 – Crisi metropolitana

Collaborazioni
- 2003 – Virginiana Miller, La verità sul tennis
- 2005 – Perturbazione, A luce spenta (dall'album Canzoni allo specchio)
- 2011 – Le luci della centrale elettrica, Un campo lungo cinematografico (colonna sonora del film Ruggine contenuta anche in versione live nell'EP C'eravamo abbastanza amati)
- 2014 – Afterhours, Mi trovo nuovo (dall'album Hai paura del buio? Reloaded and Remastered)
- 2015 – Dellera, Non ho più niente da dire (dall'album Stare bene è pericoloso)
- 2015 – Scrive e canta il brano Colpo di Vento, inserita nella colonna sonora, scritta da Max Casacci, del film Uno per tutti (film 2015) di Mimmo Calopresti.
- 2017 – Mauro Ermanno Giovanardi, Baby Dull (dall'album La mia generazione)
- 2022 - Francesco De Leo, Chloë Sevigny Sosia (dall'album Swarovski)

Autrice
- 2016 – Patty Pravo (Ci rivedremo poi)

Partecipazioni
- 2018 – Le cose che pensano (cover di Lucio Battisti, dall'album collettivo LB/R La Bellezza Riunita)

## Filmografia
- Questo nostro amore 70 – serie TV, episodio 2x03 (2014)